# АЕГ C.IV
АЕГ C.IV (нем. AEG C.IV) је немачки једномоторни, двокрилни, двоседи авион које је у току Првог светског рата развила и производила немачка фирма AEG - Allgemeine Elektrizitats-Gesellschaft за потребе немачког ваздухопловства. Иако је авион  припадао класи извиђачких авиона у току рата се користи и као лаки бомбардер, ескортни ловац за пратњу бомбардера и авион за обуку пилота.

## Пројектовање и развој
АЕГ C.IV је у конструктивном погледу наследник ранијим модела АЕГ C.I и C.II . Дизајнирао га је на прелазу 1915/1916. инжењер Кониг, прототип је летео почетком 1916. Повећан му је распон крила у односу на претходнике. Авион је био је опремљен снажнијим мотором и додат је синхронизовани митраљез којим је пилот гађао кроз обртно поље елисе. Да би се побољшала стабилност, труп је продужен за 0,85 м. Године 1917. развијена је повећана верзија АЕГ C.IV.N, намењена за ноћно бомбардовање, са мотором Benz Bz.III. Нова структура је прилагођена за ношење терета од 300 kg бомби.

## Технички опис
АЕГ C.IV је двокрили двоседи вишенаменски авион потпуно дрвене конструкције који се производио у Немачкој и користио за време Првог светског рата и извесно време после њега.
Труп му је углавном правоугаоног попречног пресека. Предњи део, у коме је био смештен мотор је био обложен алуминијумским лимом, на коме су се налазили отвори за излазак топлог ваздуха из моторског простора, а остали део трупа је био облепљен дрвеном лепенком. Труп овог авиона се истицао чистом аеродинамичном линијом. Носач мотора је био од заварених челичних цеви. Пилот је седео у првом отвореном кокпиту и био је заштићен малим ветробранским стаклом. Прегледност из пилотске кабине није била добра јер су поглед пилоту ометали цилиндри мотора, издувне цеви и цеви система за водено хлађење мотора. У другом кокпиту је седео извиђач.
Авион је био опремљен течношћу хлађеним линијским моторима, Benz Bz III снаге 110 kW (150 KS) или линијски мотор Мерцедес D.III са 117 kW (160 KS). Поред ових стандардних мотора у Фокеру је уграђиван мотор Аргус Ас III шестоцилиндрични линијски мотор снаге 180 KS (134 kW). Хладњак за воду се налазио испод горњег крила. На вратилу мотора је била причвршћена двокрака, вучна, дрвена елиса, непроменљивог корака.
Крила су била дрвене конструкције пресвучена импрегнираним платном релативно танког профила. Крилца за управљање авионом су се налазила само на горњим крилима. Крила су између себе била повезана са два пара  паралелних упорница. Затезачи су били од клавирске челичне жице. Горње крило је имало облик једнокраког трапеза, док је доње крило такође било трапезастог облика али је било мало уже и краће од горњег. Спојеви предње ивице са бочним ивица крила су полукружно изведени. Доње и горње крило су се поклапала по својим нападним ивицама. Конструкције репних крила и вертикални стабилизатор као и кормило правца су била направљена од дрвета пресвучена платном.
Стајни орган је био класичан фиксан са крутом осовином, а на репном делу се налазила еластична дрвена дрљача.
Авион је био наоружан са два митраљеза, један Spandau LMG 08/15 калибра 7,92 mm је био постављени испред пилота са десне стране мотора и гађао се кроз обртно поље елисе. Други митраљез такође калибра 7,92 mm се налазио у другом кокпиту код извиђача на обртној турели. Сваки митраљез је имао 500 метака. Авион АЕГ C.IV.N је могао да понесе 300 kg бомби.

## Варијанте
- C.IV - Ово је стандардна производна варијанта АЕГ-а покретана је мотором  снаге 117 kW (160 ).
- C.IV.N - Варијанта, је дизајниран посебно као прототип ноћног бомбардера 1917. године, са мотором  снаге 110 kW (150 KS) који се користио и у другим C-типовима са повећаним размахом крила.
- C.IVa - Ова варијанта се производила у Фокеру покретана је мотором  снаге 130 kW (180 KS).

## Оперативно коришћење
Овај авион је произведен у укупном броју од 687 примерака. У АЕГ-у је произведено 437 комада а у Фокеру 250. Поред извиђачких задатака, АЕГ C.IV је коришћен као ловачка пратња бомбардера, упркос томе што се показао као неадекватно оспособљен за ту улогу. Ипак, АЕГ C.IV је био најуспешнији од АЕГ-ових извиђачких авиона типа B и C из Првог светског рата, у употреби је био до краја рата.
Један примерак авиона АЕГ C.IV је служио у ваздухопловству Бугарске, а 46 авиона у саставу Турског летећег корпуса.
Пољаци су 1919. заробили велики број 91 АЕГ C.IV, највише у Познању. Већина њих је оспособљена и уведена у војну службу и постао је један од основних авиона пољског ваздухопловства, који се користио за извиђање, бомбардовање и застрашивање током пољско-совјетског рата 1919-1920. Већина је повучена из употребе 1921. године.

## Земље које су користиле овај авион
- Бугарска
- Немачко царство
- Пољска
- Турска